# Кевин Костнер
Кевин Мајкл Костнер (енгл. Kevin Michael Costner; Линвуд, 18. јануар 1955) амерички је глумац и филмаџија. Добитник је бројних признања, међу којима су и три Оскара, три Златна глобуса и Еми за програм у ударном термину.

## Школовање
Костнер је детињство провео у сталној селидби, јер је то захтевао очев посао. Таленат и свестраност показао је већ као дечак певајући у црквеном хору, пишући поезију и похађајући часове креативног писања. У средњој школи постизао је успехе и игра фудбал, кошарку и бејзбол. После завршене средње школе уписао је Калифорнијски државни универзитет, где је дипломирао пословни менаџмент.
Нема баш много особа које би овако зацртан пут тако драстично заокренули. Очито је љубав према филму и тежња ка уметности превладала и Костнер је почео да одлази на вечерње часове глуме, пет дана недељно. У то време оженио се и својом љубави са факултета, Синди Силвом, и почео да ради у маркетиншкој агенцији.

## Одлазак у Холивуд
Све се променило оног дана када је случајно налетео на Ричарда Бартона који га је саветовао да крене путем који стварно жели и, ако је то глума, нека једноставно постане глумац. Ускоро је дао отказ и отишао у Холивуд, где је радио као возач камиона и аутобуса који је превозио филмске звезде кући.
Шест година је чекао праву прилику која је дошла с филмом The Big Chill (1983), због којег га је редитељ Лоренс Касдан запамтио и ангажовао у вестерну Silverado (1985) и то као главног глумца.

## Филмска каријера
Две године касније Костнер ће добити праву прилику са филмовима No Way Out и Недодирљиви (оба 1987). Бејзболска искуства из средње школе помогла су му Убиство с предумишљајем у два бејзбол филма: Bull Durham (1988) и Поље снова (1989). Оба филма су постигла значајан финансијски успех, па се Костнер могао посветити режији. Са буџетом од 18 милиона долара почиње да снима вестерн бајку какву Холивуд није годинама видео, Dances With Wolves (1990).
Филм је добио два Оскара у категоријама за најбољи филм и за најбољег режисера и зарадио је гомилу пара, а Костнерова слава је упечаћена. Затим је снимио другу костимирану епску бајку Robin Hood: Prince of Thieves (1991) који је такође забележио значајан финансијски успех. Исте године глуми у хиту Оливера Стонеа JFK (1991), за који му је улога била понуђена тек када је исту одбио Харисон Форд. Касније ће се њихови путеви често укрштавати.
Чинило се да Костнер не може погрешити јер је и следећи филм, The Bodyguard (1992), са познатом певачицом Витни Хјустон, гледајући новчани добитак, прошао феноменално. Ипак, дошло је и време када му је кренуло низбрдо. Филмови: Perfect World (1993), Waterworld (1995) и Postman (1997) су дочекани с разочарењем.
Године 1997, ће пропустити изванредну улогу председника САД у блокбастеру Air Force One која је била писана баш за њега. Костнер је чак и учествовао у настанку сценарија 1996. Морао је одустати од улоге због кашњења филма The Postman, па је назвао Харисона Форда и понудио му улогу коју је овај са одушевљењем прихватио, а касније је често коментарисао како му је неизмерно захвалан због тога.
Након разочарења режисерских остварења Waterworld (1995) и The Postman (1997), снимио је романтичну драму Message in a Bottle (1998) и поновно се вратио улози омиљеног спортисте у For Love of the Game (1998).
У успешном Thirteen Daus (2000) други је пут глумио Џон Ф. Кенедија. Задње режисерско остварење у којем и глуми једног од главних каубоја, је вестерн Open Range (2003), који није постигао ни приближно добре критике као Dances With Wolves. Ипак, свакако је позитивније оцењен од филмова The Postman или Waterworld. Највећу заслугу Open Range дугује камерману Џејмс Муроу.

## Приватан живот
За време студирања, био је члан колеџског братства Делта Ки. У марту 1975, почео је да се забавља са колегиницом са факултета — Синди Силвом (енгл. Cindy Silva) и из брака који је уследио 1978. године пар је добио троје деце: Ани (енгл. Annie; 1984), Лили (енгл. Lily; 1986) и Џоа (енгл. Joe; 1988). Године 1994, пар се развео. Из везе са Бриџит Руни (енгл. Bridget Rooney), која је отпочела после развода са Силвом, 1996. године, добио је сина Лијама (енгл. Liam).
Пошто је провео десет година ван брака, 25. септембра 2004. године, на свом ранчу у Аспену, Колорадо, оженио се немачким моделом и дизајнерком ташни Кристином Баумгартнер, са којом се забављао 6 година. Медени месец, пар је провео у Шкотској, а две и по године касније добили су сина Кејдена Вајата (енгл. Cayden Wyatt).

## Награде
- Награђен је Оскаром за најбољег режисера у филму Плес са вуковима, 1990. године.

## Филмографија
| Улоге Кевина Костнера |                                          |               |                              |          |
| Година                | Српски назив                             | Изворни назив | Улога                        | Напомена |
| 1982.                 |                                          |               | Ед                           |          |
| 1982.                 |                                          |               |                              |          |
| 1983.                 |                                          |               |                              |          |
| 1983.                 |                                          |               | Вил Бонер                    |          |
| 1983.                 |                                          |               | Фил Питкин                   |          |
| 1984.                 |                                          |               | Тед                          |          |
| 1985.                 |                                          |               |                              |          |
| 1985.                 | Силверадо                                |               | Џејк                         |          |
| 1985.                 |                                          |               | Маркус Сомерс                |          |
| 1986.                 |                                          |               | Џон Логан                    |          |
| 1986.                 |                                          |               | Џими Скот                    |          |
| 1987.                 | Недодирљиви                              |               | Елиот Нес                    |          |
| 1987.                 |                                          |               | поручник командант Том Фарел |          |
| 1988.                 |                                          |               | Краш Дејвис                  |          |
| 1989.                 | Поље снова                               |               | Реј Кинсела                  |          |
| 1990.                 | Освета                                   |               | Мајкл Џ. „Џеј“ Кокран        |          |
| 1990.                 | Плес са вуковима                         |               | поручник Џон Данбар          |          |
| 1991.                 | Робин Худ: Краљ лопова                   |               | Робин од Локслија            |          |
| 1991.                 | ЏФК                                      |               | Џим Гарисон                  |          |
| 1992.                 | Телохранитељ                             |               | Франк Фармер                 |          |
| 1993.                 | Савршен свет                             |               | Роберт „Бач“ Haynes                |          |
| 1994.                 | Вајат Ерп                                |               | Вајат Ерп                    |          |
| 1994.                 |                                          |               | Симонс                       |          |
| 1995.                 | Водени свет                              |               |                              |          |
| 1996.                 |                                          |               | Рој „Tin Cup“ Макавој               |          |
| 1997.                 | Поштар                                   |               | поштар                       |          |
| 1999.                 | Порука у боци                            |               | Гарет Блејк                  |          |
| 1999.                 |                                          |               | Били Чапел                   |          |
| 2000.                 | 13 дана                                  |               | Кени О’Донел                 |          |
| 2001.                 |                                          |               | Мерфи                        | глас     |
| 2001.                 |                                          |               | Томас Ј. Мерфи               |          |
| 2002.                 |                                          |               | Џо Дароу                     |          |
| 2003.                 |                                          |               | Чарли Вејт                   |          |
| 2005.                 |                                          |               | Дени Дејвис                  |          |
| 2005.                 | Шушка се...                              |               | Бо Бероуз                    |          |
| 2006.                 |                                          |               | Бен Рандал                   |          |
| 2007.                 |                                          |               | господин Брукс               |          |
| 2013.                 | Човек од челика                          |               | Џонатан Кент                 |          |
| 2014.                 | 3 дана за убиство                        |               | Итан Ренер                   |          |
| 2016.                 | Бетмен против Супермена: Зора праведника |               | Џонатан Кент                 |          |
| 2016.                 | Скривене бројке                          |               | Ал Харисон                   |          |
| 2021.                 | Лига правде Зека Снајдера                |               | Џонатан Кент                 |          |